# Aratuípe
Aratuípe es un municipio brasileño del estado de Bahía. Su población estimada en 2004 era de 8673 habitantes.
Aratuípe viene del tupí-guaraní, y tanto quiere decir Viento Sereno (una referencia a la brisa) como Ave Pacífica o en ítalo-iorubá "Profunda".